# Unterpräfektur Kushiro

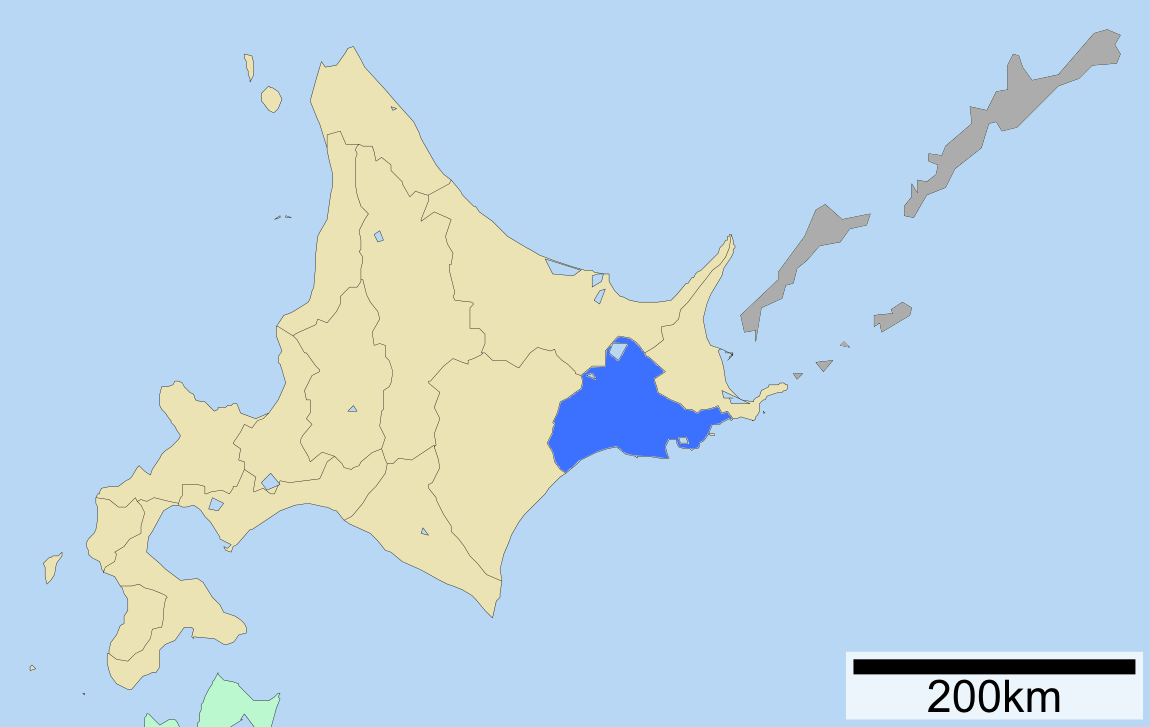
Lage der Unterpräfektur Kushiro

Kushiro (jap. 釧路総合振興局, Kushiro-sōgō-shinkō-kyoku) ist eine Unterpräfektur der Präfektur Hokkaidō. Sie hat eine Fläche von 5.996,38 km² und eine Einwohnerzahl von 271.196 (Stand: 31. Juli 2004).

## Geschichte
Die Einrichtung der Unterpräfektur Kushiro (釧路支庁, Kushiro-shichō) erfolgte im November 1897. Im August 1922 erfolgte die Umbenennung in Unterpräfektur Kushiro-no-kuni (釧路国支庁, Kushiro no kuni shichō). Am 20. Oktober 1948 wurde der Landkreis Ashoro an die Unterpräfektur Tokachi abgegeben. Am 1. April 1957 erfolgte die Zurückbenennung in Unterpräfektur Kushiro.
Bei der Neugliederung von Hokkaidō zum 1. April 2010 erfolgte die Umbenennung in Kushiro-sōgō-shinkō-kyoku.

## Verwaltungsgliederung

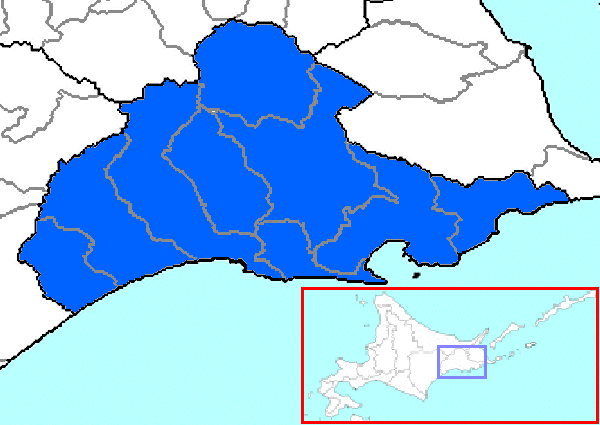
Gemeinden der Unterpräfektur Kushiro

### Großstädte (市,shi)
- Sitz der Unterpräfekturverwaltung: Kushiro

### Landkreise (郡,gun)
Liste der Landkreise der Unterpräfektur Kushiro, sowie deren Städte (町, chō) und Dörfer (村, mura).
- Kushiro
  - Kushiro
- Akkeshi
  - Akkeshi
  - Hamanaka
- Kawakami
  - Shibecha
  - Teshikaga
- Akan
  - Tsurui
- Shiranuka
  - Shiranuka

### Neugliederungen
- Am 11. Oktober 2005 schlossen sich die Städte Akan im Landkreis Akan und Ombetsu im Landkreis Shiranuka mit der Großstadt Kushiro zur neuen Großstadt Kushiro zusammen.